# 斯氏鰨
斯氏鰨為輻鰭魚綱鰈形目鰨亞目鰨科的其中一種，為熱帶海水魚，分布於西印度洋波斯灣海域，棲息深度1-7公尺，體長可達12.3公分，棲息在沙泥底質、海草生長底層水域，生活習性不明。